# Popovo
För andra betydelser, se Popovo (olika betydelser).
Popovo (bulgariska: Попово) i kommunen Obsjtina Popovo är huvudort i regionen Tărgovisjte i nordöstra Bulgarien.